# Aconitum palmatum
Aconitum palmatum är en ranunkelväxtart som beskrevs av David Don. Aconitum palmatum ingår i släktet stormhattar, och familjen ranunkelväxter. Inga underarter finns listade i Catalogue of Life.